# Al-Dżunajna
Al-Dżunajna (arab. الجنينة) – miasto w zachodnim Sudanie, na wyżynie Darfur; stolica stanu Darfur Zachodni; 178 tys. mieszkańców (2006). Ośrodek handlowo-usługowy regionu uprawy sezamu, warzyw, sorga, hodowli bydła, pozyskiwania gumy arabskiej; węzeł drogowy; Port lotniczy Al-Dżunajna.